# ERI3
ERI3 (англ. ERI1 exoribonuclease family member 3) – білок, який кодується однойменним геном, розташованим у людей на 1-й хромосомі. Довжина поліпептидного ланцюга білка становить 337 амінокислот, а молекулярна маса — 37 238.
| 10         |  | 20         |  | 30         |  | 40         |  | 50         |
| ---------- |  | ---------- |  | ---------- |  | ---------- |  | ---------- |
| MATASPAADG |  | GRGRPWEGGL |  | VSWPPAPPLT |  | LPWTWMGPSW |  | GQHPGHWGFP |
| ALTEPSASPA |  | AGLGIFEVRR |  | VLDASGCSML |  | APLQTGAARF |  | SSYLLSRARK |
| VLGSHLFSPC |  | GVPEFCSIST |  | RKLAAHGFGA |  | SMAAMVSFPP |  | QRYHYFLVLD |
| FEATCDKPQI |  | HPQEIIEFPI |  | LKLNGRTMEI |  | ESTFHMYVQP |  | VVHPQLTPFC |
| TELTGIIQAM |  | VDGQPSLQQV |  | LERVDEWMAK |  | EGLLDPNVKS |  | IFVTCGDWDL |
| KVMLPGQCQY |  | LGLPVADYFK |  | QWINLKKAYS |  | FAMGCWPKNG |  | LLDMNKGLSL |
| QHIGRPHSGI |  | DDCKNIANIM |  | KTLAYRGFIF |  | KQTSKPF    |  |            |

A: Аланін

C: Цистеїн

D: Аспарагінова кислота

E: Глутамінова кислота

F: Фенілаланін

G: Гліцин

H: Гістидин

I: Ізолейцин

K: Лізин

L: Лейцин

M: Метіонін

N: Аспарагін

P: Пролін

Q: Глутамін

R: Аргінін

S: Серин

T: Треонін

V: Валін

W: Триптофан

Кодований геном білок за функціями належить до гідролаз, екзонуклеаз, нуклеаз. 
Задіяний у такому біологічному процесі, як альтернативний сплайсинг. 
Білок має сайт для зв'язування з іонами металів, іоном магнію. 